# William Aiton
William Aiton (1731 – 2 de febrer de 1793) va ser un botànic escocès.
Aiton nasqué prop de Hamilton, Escòcia. Viatjà a Londres el 1754 essent ajudant de Philip Miller, que era el superintendent del Jardí Botànic de Chelsea. El 1759 Aiton passà a ser director del nou Jardí Botànic de Kew. l'any 1789 publicà Hortus Kewensis, un catàleg de les plantes que s'hi cultivaven.
Una segona edició del seu Hortus es va fer el 1810-1813 pel seu fill, William Townsend Aiton.
L'abreujatura om a botànic és: Aiton.